# Blood Diner
Blood Diner ist eine US-amerikanische Horror-Parodie von Jackie Kong aus dem Jahre 1987. Es soll eine Hommage an den Klassiker Blood Feast darstellen, einem Horrorfilm, der von Herschell Gordon Lewis im Jahre 1963 inszeniert wurde und bis heute als Kultfilm des Gore gilt.

## Handlung
Der psychopathische Onkel Anwar besucht auf der Flucht vor der Polizei seine beiden Neffen George und Michael Tutman. Er erinnert sie daran, sich weiter in Schwarzer Magie zu üben. Als er nach draußen kommt, wird er von der Polizei angeschossen und stirbt.
20 Jahre vergehen, die Brüder werden erwachsen und betreiben ein vegetarisches Restaurant. Sie graben die Leiche ihres Onkels aus und erwecken sein Gehirn zu neuem Leben. George und Michael finden heraus, dass er Anhänger der altlumerischen Göttin Sheetar war. Sein Befehl lautet, die Göttin anhand menschlicher Körperteile zu rekonstruieren, um sie wieder zu neuem Leben zu erwecken.
Sofort machen sich die zwei an die Arbeit, sein Werk zu vollenden. Sie sammeln Leichenteile und setzen die Göttin langsam zusammen. Um ihr „Kunstwerk“ zu vollenden, veranstalten sie in ihrem Diner eine Feier. Während sich die Partygäste amüsieren, erwecken sie die Göttin zu neuem Leben. Dabei verwandeln sich die Partygäste in Zombies. Bevor George, Michael und der mittlerweile reanimierte Anwar der Göttin eine Jungfrau opfern können, stürmen zwei Polizisten den Club und überwältigen die drei. Sheetar flieht jedoch und läuft durch die Straßen der Stadt.

## Hintergrund
Blood Diner und Nachtakademie waren die ersten Filme der von Jackie Kong, Jimmy Maslon, Ellen Steloff und Lawrence Kasanoff neu gegründeten Produktionsfirma PMS-Filmworks. Nachtakademie wurde eine Slapstick-Komödie und sollte eigentlich das Aushängeschild des Labels werden, während Blood Diner lediglich ins Programm des Investors Vestron aufgenommen werden sollte. Finanzielle Engpässe und skeptische Produzenten sorgten jedoch dafür, dass sich die Dreharbeiten zu beiden Filmen überschnitten und Jackie Kong gleichzeitig drehen musste. Blood Diner wurde der erfolgreichere Film. Letztlich ging PMS jedoch bankrott.
Der Film wurde insbesondere in Großbritannien und Deutschland stark zensiert. Die deutsche Fassung musste für eine FSK-18 um etwa sieben Minuten gekürzt werden. Erst 2004 erschien eine auf 3.000 Stück limitierte Uncut-Fassung über das Label Dragon Film Entertainment. Für den Februar 2010 wurde überraschend eine nach Neuprüfung ab 16 Jahren freigegebene Uncut-Fassung angekündigt. Mittlerweile wurde der Film auf die FSK-16 heruntergestuft und ist als solcher auf DVD erhältlich.

## Kritiken
„Mit beißendem, treffsicherem Witz amerikanische Lebensart und -philosophie verhöhnende Horrorfilm-Parodie, die mit Geschick Motive des Trivialkinos rekonstruiert. Eine wüste Satire für ein einschlägig interessiertes Publikum.“